# Einstein Bros. Bagels

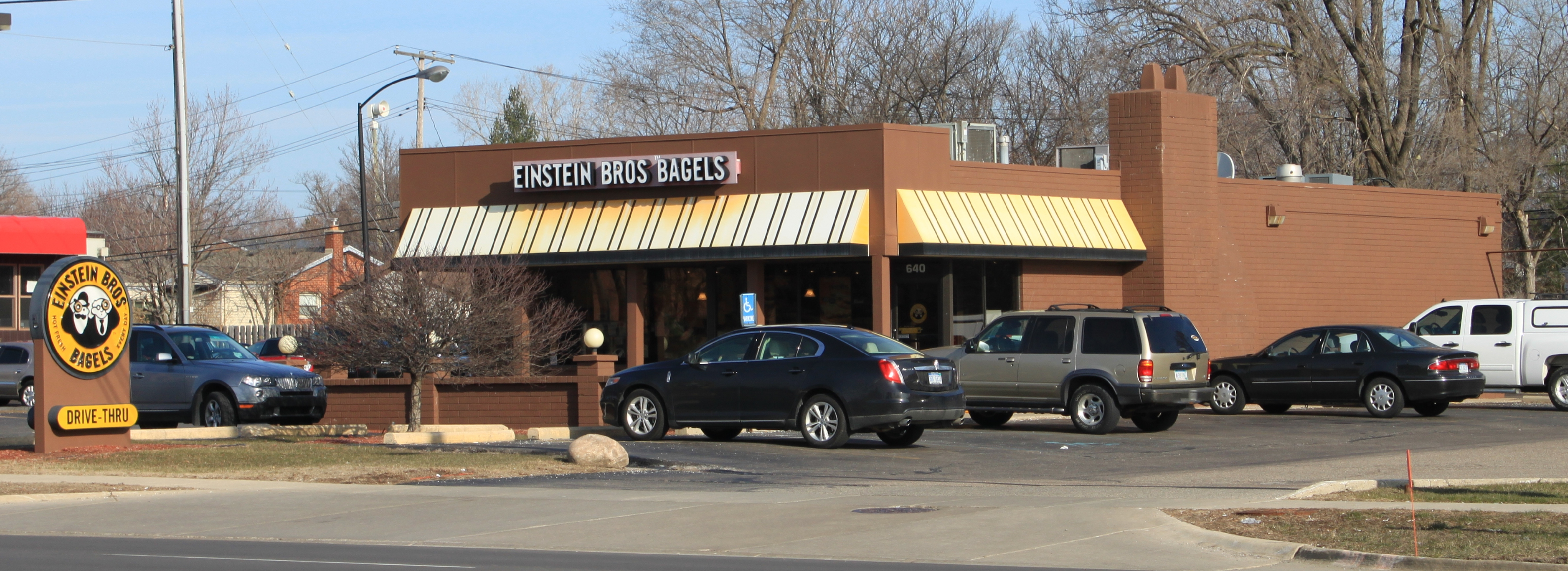
Einstein Bros. Bagels Restaurant in Plymouth in Michigan

Einstein Bros. Bagels ist eine amerikanische Restaurant-Kette, die 1995 von der Firma Boston Chicken Inc. gegründet wurde. Das Unternehmen hat seinen Hauptsitz in Lakewood, Colorado, und betreibt Schnellrestaurant in den Vereinigten Staaten. Einstein Bros. Bagels ist bekannt für seine Vielfalt an Bagels, Frühstückssandwiches, Kaffee und anderen Snacks. Sie ist wahrscheinlich die bekannteste Bagel-Kette der USA.

## Geschichte
Einstein Bros. Bagels wurde 1995 von der Boston Chicken Inc. als Teil ihrer Expansion in die Restaurantbranche als Progressive Bagel Concepts, Inc. gegründet. Geschäftskonzept war es bestehende Bagelketten zu übernehmen, um ein Monopol auf dem Markt der seit den 1970er Jahren zunehmend populären Bagel zu errichten. Als das erste Restaurant unter der Marke Einstein Bros. Bagels in Ogden, Utah, eröffnet wurde, gehörten bereits 24 Bagel-Restaurants zur Kette. Schnell wuchs die Beliebtheit der Bagel-Kette, und es wurden weitere Filialen in verschiedenen Bundesstaaten eröffnet.
Im Jahr 1997 fusionierte Boston Chicken Inc. mit der Kette Einstein Bros. Bagels, und das Unternehmen änderte seinen Namen in Einstein Noah Restaurant Group. Das fusionierte Unternehmen konzentrierte sich hauptsächlich auf den Betrieb von Einstein Bros. Bagels und Noah’s Bagels-Filialen.
Im Laufe der Jahre hat sich Einstein Bros. Bagels zu einer der größten Bagel-Ketten in den Vereinigten Staaten entwickelt. Das Unternehmen bietet eine breite Auswahl an Bagels in verschiedenen Geschmacksrichtungen und Größen sowie eine Vielzahl von Belägen und Aufstrichen. Darüber hinaus bietet die Kette auch Frühstückssandwiches, Salate, Suppen, Kaffee und andere Snacks an. 2014 übernahm die wegen Verwicklungen mit Machthabern in der Zeit des Nationalsozialismus umstrittene JAB Holding das Unternehmen. Seit 2021 ist Einstein Bros. Bagels im Besitz von Panera Bread, welches auch im Besitz der JAB Holding der Unternehmerfamilie Reimann ist. Laut ZoomInfo hat das Unternehmen einen Umsatz von 233 Millionen US-Dollar und 7.000 Beschäftigte.
Obwohl das Unternehmen nicht nach Albert Einstein benannt ist, zahlte es Lizenzgebühren an die Hebräische Universität Jerusalem zur Nutzung des Namens. Die Universität war von Albert Einstein als Erbe seines geistigen Eigentums eingesetzt worden.

## Standorte und Expansion

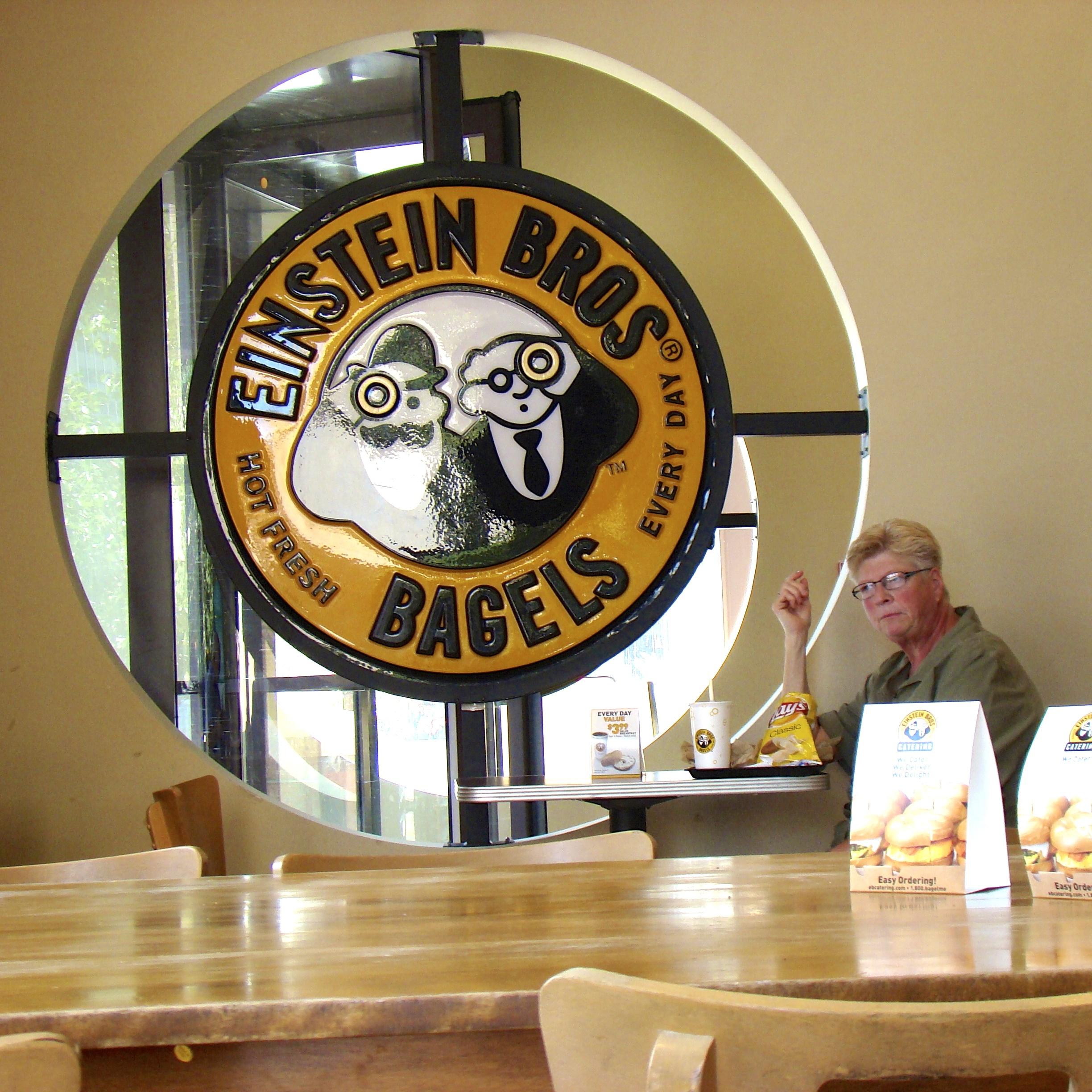
Gastraum einer Einsteinfiliale in Columbus (Ohio) mit Firmenlogo.

Einstein Bros. Bagels betreibt derzeit knapp 700 Filialen in den Vereinigten Staaten. Im Jahr 2020 hatte die Kette noch mehr als 700 Filialen. Sie setzte 2018 dabei fast 550 Millionen Dollar um. In den nach der Corona-Pandemie noch 690 Filialen der Kette wurden 2021 $ 420 Millionen umgesetzt. 2022 wurden in mittlerweile 698 Restaurants der Kette $ 520 Millionen umgesetzt.  2023 umfasste die Kette 693 Niederlassungen in den Vereinigten Staaten und fünf Niederlassungen außerhalb der USA. 54 % der Niederlassungen wurden von Franchisenehmern betrieben. Der Umsatz betrug $ 521 Millionen. Das Unternehmen hat sich auch durch Franchise-Partnerschaften weiter ausgedehnt und ist in mehreren Bundesstaaten präsent.

## Produkte und Angebot
Das Hauptprodukt von Einstein Bros. Bagels sind Bagels in einer Vielzahl von Geschmacksrichtungen. Es werden über zwanzig unterschiedliche Sorten dieses Gebäcks angeboten. Das Unternehmen bietet auch spezielle saisonale und begrenzt verfügbare Sorten an. Neben Bagels bietet die Kette eine Auswahl an Belägen und Aufstrichen wie Frischkäse, Hummus, Lachs und Avocado. Darüber hinaus bietet Einstein Bros. Bagels Sandwichs, Frühstücksburritos, Kaffee und andere Heißgetränke, sowie Milchshakes an. Im Angebot befinden sich auch Bagels für Hunde. Donuts werden als „Party Bagels“ angeboten.
Seit 2021 bietet das Unternehmen auch Bagel in Supermärkten an.